# Rugby în VII la Jocurile Olimpice de vară din 2020 - turneul feminin
Turneul feminin de rugby în VII de la Jocurile Olimpice de vară din 2020 a avut loc în perioada 29-31 iulie 2021 la Stadionul Tokyo.

## Faza grupelor

### Grupa A

#### Clasament
| Loc | Echipa         | Meciuri jucate | Victorii | Egaluri | Înfrângeri | Puncte Pentru | Puncte Împotrivă | Diferență | Puncte | Calificare                         |
| --- | -------------- | -------------- | -------- | ------- | ---------- | ------------- | ---------------- | --------- | ------ | ---------------------------------- |
| 1   | Noua Zeelandă  | 3              | 3        | 0       | 0          | 88            | 28               | +60       | 9      | Calificare în Sferturile de finală |
| 2   | Marea Britanie | 3              | 2        | 0       | 1          | 66            | 38               | +28       | 7      | Calificare în Sferturile de finală |
| 3   | COR            | 3              | 1        | 0       | 2          | 47            | 59               | -12       | 5      | Calificare în Sferturile de finală |
| 4   | Kenya          | 3              | 0        | 0       | 3          | 19            | 95               | -76       | 3      |                                    |

#### Rezultate
| 29 iulie 2021 | COR           | 12 - 14 | Marea Britanie | Stadionul Tokyo |
| 29 iulie 2021 | Noua Zeelandă | 29 - 7  | Kenya          | Stadionul Tokyo |

| 29 iulie 2021 | Noua Zeelandă | 26 – 21 | Marea Britanie | Stadionul Tokyo |
| 29 iulie 2021 | COR           | 35 - 12 | Kenya          | Stadionul Tokyo |

| 30 iulie 2021 | Marea Britanie | 31 - 0 | Kenya | Stadionul Tokyo |
| 30 iulie 2021 | Noua Zeelandă  | 33 – 0 | COR   | Stadionul Tokyo |

### Grupa B

#### Clasament
| Loc | Echipa   | Meciuri jucate | Victorii | Egaluri | Înfrângeri | Puncte Pentru | Puncte Împotrivă | Diferență | Puncte | Calificare                         |
| --- | -------- | -------------- | -------- | ------- | ---------- | ------------- | ---------------- | --------- | ------ | ---------------------------------- |
| 1   | Franța   | 3              | 3        | 0       | 0          | 83            | 10               | +73       | 9      | Calificare în Sferturile de finală |
| 2   | Fiji     | 3              | 2        | 0       | 1          | 72            | 29               | +43       | 7      | Calificare în Sferturile de finală |
| 3   | Canada   | 3              | 1        | 0       | 2          | 45            | 57               | -12       | 5      | Calificare în Sferturile de finală |
| 4   | Brazilia | 3              | 0        | 0       | 3          | 10            | 114              | -104      | 3      |                                    |

#### Rezultate
| 29 iulie 2021 | Franța | 12 - 5 | Fiji     | Stadionul Tokyo |
| 29 iulie 2021 | Canada | 33 - 0 | Brazilia | Stadionul Tokyo |

| 29 iulie 2021 | Canada | 12 - 26 | Fiji     | Stadionul Tokyo |
| 29 iulie 2021 | Franța | 40 - 5  | Brazilia | Stadionul Tokyo |

| 30 iulie 2021 | Fiji   | 41 - 5 | Brazilia | Stadionul Tokyo |
| 30 iulie 2021 | Canada | 0 - 31 | Franța   | Stadionul Tokyo |

### Grupa C

#### Clasament
| Loc | Echipa    | Meciuri jucate | Victorii | Egaluri | Înfrângeri | Puncte Pentru | Puncte Împotrivă | Diferență | Puncte | Calificare                         |
| --- | --------- | -------------- | -------- | ------- | ---------- | ------------- | ---------------- | --------- | ------ | ---------------------------------- |
| 1   | SUA       | 3              | 3        | 0       | 0          | 59            | 33               | +26       | 9      | Calificare în Sferturile de finală |
| 2   | Australia | 3              | 2        | 0       | 1          | 86            | 24               | +62       | 7      | Calificare în Sferturile de finală |
| 3   | China     | 3              | 1        | 0       | 2          | 53            | 54               | -1        | 5      | Calificare în Sferturile de finală |
| 4   | Japonia   | 3              | 0        | 0       | 3          | 7             | 94               | -87       | 3      |                                    |

### Clasamentul echipelor de pe locul 3
| Loc | Grupa | Echipa | Meciuri jucate | Victorii | Egaluri | Înfrângeri | Puncte Pentru | Puncte Împotrivă | Diferență | Puncte | Calificare                         |
| --- | ----- | ------ | -------------- | -------- | ------- | ---------- | ------------- | ---------------- | --------- | ------ | ---------------------------------- |
| 1   | C     | China  | 3              | 1        | 0       | 2          | 53            | 54               | -1        | 5      | Calificare în Sferturile de finală |
| 2   | A     | COR    | 3              | 1        | 0       | 2          | 47            | 59               | -12       | 5      | Calificare în Sferturile de finală |
| 3   | B     | Canada | 3              | 1        | 0       | 2          | 45            | 57               | -12       | 5      |                                    |

## Faza eliminatorie

### Meciurile pentru locurile 9–12
|  | Semifinale               | Semifinale |                          |    | Meciul pentru locul 9 | Meciul pentru locul 9 |
|  |                          |            |                          |    |                       |                       |
|  | 30 iulie – Tokyo Stadium |            |                          |    |                       |                       |
|  |                          |            |                          |    |                       |                       |
|  | Canada                   | 45         |                          |    |                       |                       |
|  | Canada                   | 45         | 31 iulie – Tokyo Stadium |    |                       |                       |
|  | Brazilia                 | 0          |                          |    |                       |                       |
|  | Brazilia                 | 0          | Canada                   | 24 |                       |                       |
|  | 30 iulie – Tokyo Stadium |            | Canada                   | 24 |                       |                       |
|  |                          | Kenya      | 10                       |    |                       |                       |
|  | Kenya                    | Kenya      | 10                       | 21 |                       |                       |
|  | Kenya                    |            |                          | 21 |                       |                       |
|  | Japonia                  | 17         |                          |    |                       |                       |
|  | Japonia                  | 17         | Meciul pentru locul 11   |    |                       |                       |
|  |                          |            |                          |    |                       |                       |
|  | 31 iulie – Tokyo Stadium |            |                          |    |                       |                       |
|  |                          |            |                          |    |                       |                       |
|  | Brazilia                 | 21         |                          |    |                       |                       |
|  | Brazilia                 | 21         |                          |    |                       |                       |
|  | Japonia                  | 12         |                          |    |                       |                       |

#### Semifinale
| 30 iulie 2021 | Canada | 45 - 0  | Brazilia | Stadionul Tokyo |
| 30 iulie 2021 | Kenya  | 21 – 17 | Japonia  | Stadionul Tokyo |

#### Meciul pentru locul 11
| 31 iulie 2021 | Brazilia | 21 - 12 | Japonia | Stadionul Tokyo |

#### Meciul pentru locul 9
| 31 iulie 2021 | Canada | 24 - 10 | Kenya | Stadionul Tokyo |

### Meciurile pentru locurile 5–8
|  | Semifinale               | Semifinale |                          |    | Meciul pentru locul 5 | Meciul pentru locul 5 |
|  |                          |            |                          |    |                       |                       |
|  | 31 iulie – Tokyo Stadium |            |                          |    |                       |                       |
|  |                          |            |                          |    |                       |                       |
|  | COR                      | 7          |                          |    |                       |                       |
|  | COR                      | 7          | 31 iulie – Tokyo Stadium |    |                       |                       |
|  | Australia                | 35         |                          |    |                       |                       |
|  | Australia                | 35         | Australia                | 17 |                       |                       |
|  | 31 iulie – Tokyo Stadium |            | Australia                | 17 |                       |                       |
|  |                          | SUA        | 7                        |    |                       |                       |
|  | SUA                      | SUA        | 7                        | 33 |                       |                       |
|  | SUA                      |            |                          | 33 |                       |                       |
|  | China                    | 14         |                          |    |                       |                       |
|  | China                    | 14         | Meciul pentru locul 7    |    |                       |                       |
|  |                          |            |                          |    |                       |                       |
|  | 31 iulie – Tokyo Stadium |            |                          |    |                       |                       |
|  |                          |            |                          |    |                       |                       |
|  | COR                      | 10         |                          |    |                       |                       |
|  | COR                      | 10         |                          |    |                       |                       |
|  | China                    | 22         |                          |    |                       |                       |

#### Semifinale
| 31 iulie 2021 | COR | 7 - 35  | Australia | Stadionul Tokyo |
| 31 iulie 2021 | SUA | 33 – 14 | China     | Stadionul Tokyo |

#### Meciul pentru locul 7
| 31 iulie 2021 | COR | 10 - 22 | China | Stadionul Tokyo |

#### Meciul pentru locul 5
| 31 iulie 2021 | Australia | 17 - 7 | SUA | Stadionul Tokyo |

### Playoff
|  | Sferturi de finală         | Sferturi de finală         |                            |    | Semifinale                     | Semifinale                     |  |  | Meciul pentru medalia de aur | Meciul pentru medalia de aur |
|  |                            |                            |                            |    |                                |                                |  |  |                              |                              |
|  | 30 iulie – Stadionul Tokyo |                            |                            |    |                                |                                |  |  |                              |                              |
|  |                            |                            |                            |    |                                |                                |  |  |                              |                              |
|  | Noua Zeelandă              | 36                         |                            |    |                                |                                |  |  |                              |                              |
|  | Noua Zeelandă              | 36                         | 31 iulie – Stadionul Tokyo |    |                                |                                |  |  |                              |                              |
|  | COR                        | 0                          |                            |    |                                |                                |  |  |                              |                              |
|  | COR                        | 0                          | Noua Zeelandă              | 22 |                                |                                |  |  |                              |                              |
|  | 30 iulie – Stadionul Tokyo |                            | Noua Zeelandă              | 22 |                                |                                |  |  |                              |                              |
|  |                            | Fiji                       | 17                         |    |                                |                                |  |  |                              |                              |
|  | Fiji                       | Fiji                       | 17                         | 14 |                                |                                |  |  |                              |                              |
|  | Fiji                       |                            | 31 iulie – Stadionul Tokyo | 14 |                                |                                |  |  |                              |                              |
|  | Australia                  | 12                         |                            |    |                                |                                |  |  |                              |                              |
|  | Australia                  | 12                         | Noua Zeelandă              | 26 |                                |                                |  |  |                              |                              |
|  | 30 iulie – Stadionul Tokyo |                            | Noua Zeelandă              | 26 |                                |                                |  |  |                              |                              |
|  |                            | Franța                     | 12                         |    |                                |                                |  |  |                              |                              |
|  | SUA                        | Franța                     | 12                         | 12 |                                |                                |  |  |                              |                              |
|  | SUA                        | 31 iulie – Stadionul Tokyo |                            | 12 |                                |                                |  |  |                              |                              |
|  | Marea Britanie             | 21                         |                            |    |                                |                                |  |  |                              |                              |
|  | Marea Britanie             | 21                         | Marea Britanie             | 19 |                                |                                |  |  |                              |                              |
|  | 30 iulie – Stadionul Tokyo |                            | Marea Britanie             | 19 |                                |                                |  |  |                              |                              |
|  |                            | Franța                     | 26                         |    | Meciul pentru medalia de bronz | Meciul pentru medalia de bronz |  |  |                              |                              |
|  | Franța                     | Franța                     | 26                         | 24 | Meciul pentru medalia de bronz | Meciul pentru medalia de bronz |  |  |                              |                              |
|  | Franța                     |                            | 31 iulie – Stadionul Tokyo | 24 |                                |                                |  |  |                              |                              |
|  | Australia                  | 10                         |                            |    |                                |                                |  |  |                              |                              |
|  | Australia                  | 10                         | Fiji                       | 21 |                                |                                |  |  |                              |                              |
|  |                            |                            |                            |    |                                |                                |  |  |                              |                              |
|  | Marea Britanie             | 12                         |                            |    |                                |                                |  |  |                              |                              |
|  | Marea Britanie             | 12                         |                            |    |                                |                                |  |  |                              |                              |

#### Sferturi de finală
| 30 iulie 2021 | Noua Zeelandă | 36 - 10 | COR            | Stadionul Tokyo |
| 30 iulie 2021 | Fiji          | 14 – 12 | Australia      | Stadionul Tokyo |
| 30 iulie 2021 | SUA           | 12 - 21 | Marea Britanie | Stadionul Tokyo |
| 30 iulie 2021 | Franța        | 24 – 10 | China          | Stadionul Tokyo |

#### Semifinale
| 31 iulie 2021 | Noua Zeelandă  | 22 - 17 | Fiji   | Stadionul Tokyo |
| 31 iulie 2021 | Marea Britanie | 19 - 26 | Franța | Stadionul Tokyo |

#### Meciul pentru medalia de bronz
| 31 iulie 2021 | Fiji | 21 - 12 | Marea Britanie | Stadionul Tokyo |

#### Meciul pentru medalia de aur
| 31 iulie 2021 | Noua Zeelandă | 26 - 12 | Franța | Stadionul Tokyo |